# Cambyses I

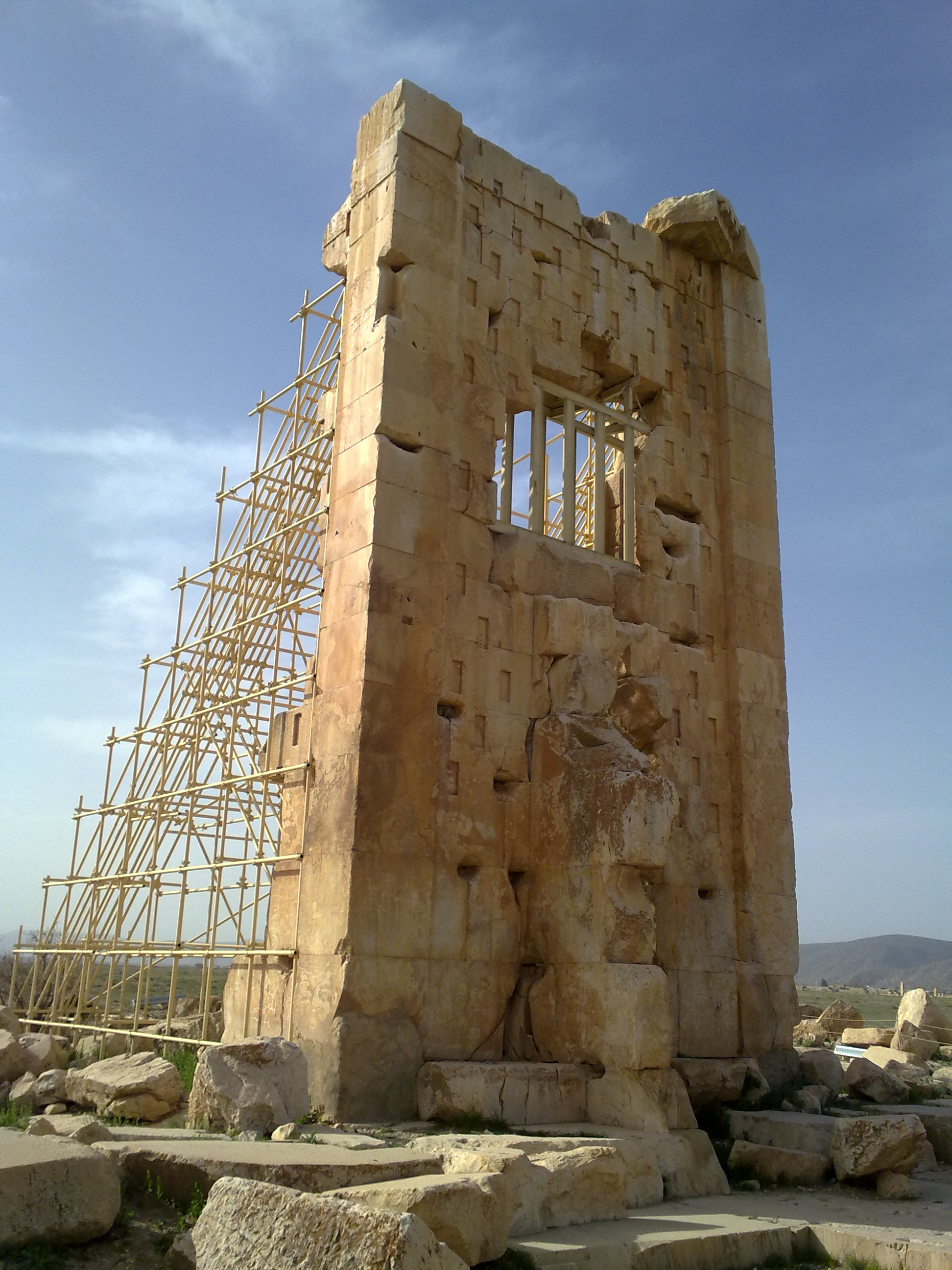
Gevel van de graftombe van Cambyses I

Cambyses I of Cambyses de Oude (via Latijn uit het Oudgrieks Καμβύσης; Oud-Perzisch: Kambūjiya (600 v.Chr. - 559 v.Chr.) was sjah van Anshan in Perzië van ca. 580 tot 559 v.Chr. en de vader van Cyrus II de Grote. Hij moet niet verward worden met zijn bekendere kleinzoon Cambyses II.
Cambyses was een van de eerste leden van de Achaemeniden-dynastie en de achterkleinzoon van de stichter Achaemenes. 
Zijn oom van vaders kant was Ariaramnes en hij was een neef van Arsames. 
Hij regeerde onder de vlag van Astyages, de koning van de Meden. Hij zou met de prinses Mandane van de Meden, dochter van Astyages en prinses Aryenis van Lydië getrouwd zijn. Zijn vrouw was een kleindochter van Cyaxares II en Alyattes II. Ze kregen als zoon zijn opvolger Cyrus II de Grote. Volgens Nicolaas van Damascus was zijn oorspronkelijke naam Atradates en raakte hij gewond en sneuvelde bij de Slag om de Perzische grens. Hij vocht daar samen met zijn zoon tegen Astyages. Dit gebeurde rond 551 v.Chr. en naar verluidt kreeg hij een eervolle begrafenis.  
Volgens Herodotus koos Astyages Cambyses als schoonzoon, omdat hij hem niet als bedreiging voor de Medense troon zag. Dit in tegenstelling tot Cyrus de Grote, die zijn grootvader overtrof en het Perzische Rijk stichtte. 